# Luisa-Maria Linares
Luisa-Maria Linares, parfois Luisa María de Linares ou María Luisa Linarès, est une romancière espagnole, née le 7 septembre 1915 à Madrid et morte le 12 septembre 1986 à Estoril (Portugal). 
Elle est l'auteur de nombreux romans, très souvent adaptés au cinéma dans diverses langues. 

## Biographie
Luisa María Linares-Becerra y Martín de Eugenio est la fille du dramaturge Luis Linares-Becerra et la sœur de l'écrivaine Concha Linares-Becerra (es).
Elle a épousé, en 1933, l'enseigne de vaisseau Antonio Carbó y Ortiz-Repiso, mort en 1938. 

## Romans
Publiés en espagnol aux éditions Editorial Juventud
- Escuela para Nuevos Ricos ; Une Île pour nous deux
- En el Poder de Barba Azul ; Sous la coupe de Barbe-Bleue
- Un Marido a Precio Fijo ; Un mari à prix fixe
- Mi Enemigo y Yo ; Mon ennemi et moi
- Doce Lunas de Miel ; Douze lunes de miel...
- Tuvo la culpa Adán ; C'est la faute d'Adam
- Una Aventura de Película
- La Vida Empieza a Media Noche ; La vie commence à minuit
- Mi Novio el Emperador ; Mon fiancé l'Empereur
- Napoleón Llega en el "Clipper"
- La Calle Desconocida
- Salomé la Magnífica ; Salomé la Magnifique...
- Esta Semana me Llamo Cleopatra ; Anita la jolie ou Cette semaine on m'appelle Cléopâtre
- Cada Día Tiene su Secreto ; Chaque jour a son secret
- Solo Volaré Contigo ; Je m'envolerai avec toi...
- Cada siempre te adoro ; Je t'aime presque toujours
- Hay Otros Hombres
- Socios para la aventura ; Unis pour l'aventure
- El hombre de Eva ; Le Mariage d'Éva
- Soy la Otra Mujer ; L'Autre Femme
- Como Casarse con un Primer Ministro ; Comment épouser un Premier ministre
- Apasionadamente Infiel ; Passionnément infidèle...
- Esta Noche Volveré Tarde ; Cette nuit je rentrerai tard
- Imposible para una Solterona ; À quoi tient l'amour ?
- Mis Cien Últimos Amores ; Mon cent unième amour
- Juan a las Ocho, Pablo a las Diez ; Huit heures Jean, dix heures Paul
- De Noche Soy Indiscreta ; La nuit, je suis indiscrète
- No Digas lo que Hice Ayer ; Ne dis pas ce que j'ai fait hier
- Esconde la Llave de esa Puerta ; Le Jardin des roses ou Pas un mot au président
- Mi Hombre en Ginebra ; Face au passé
- Prueba Suerte Otra Vez
- Vivimos Juntos ;  La Méprise

## Adaptations
(cinéma et télévision)
- 1940 : En poder de Barba Azul
- 1941 : Barbablù
- 1942 : Un marido a precio fijo
- 1944 : La vida empieza a medianoche
- 1944 : Te quiero para mí (roman Mi novio el emperador)
- 1944 : Mi enemigo y yo
- 1944 : Doce lunas de miel
- 1944 : Ni tuyo ni mío
- 1944 : Tuvo la culpa Adán
- 1945 : El misterioso viajero del Clipper (roman Napoleón llegó en el Clipper)
- 1955 : Necesito un marido (roman Un Marido a precio fijo)
- 1958 : Socios para la aventura
- 1958 : Mi desconocida esposa (roman La Vida empieza a medianoche)
- 1958 : Chaque jour a son secret de Claude Boissol
- 1958 : C'est la faute d'Adam de Jacqueline Audry
- 1962 : Romance en Puerto Rico (roman El Poder de Barba Azul)
- 1962 : Detective con faldas
- 1963 : Un mari à prix fixe de Claude de Givray
- 1964 : L'Autre Femme de François Villiers
- 1964 : Comment épouser un Premier ministre de Michel Boisrond
- 1966 : Comment ne pas épouser un milliardaire (série télévisée) de Lazare Iglésis
- 1967 : La vie commence à minuit (série télé) d'Yvan Jouannet
- 1974 : La muerte llama a las 10
- 1976 : Imposible para una solterona